# 랜디 브룩스
랜디 브룩스(Randy Brooks, 1950년 1월 30일 ~ )는 미국의 배우, 각본가, 영화 제작자이다.
뉴욕에서 태어났다.

## 작품 목록
- F.O.E.: 에프.오.이. (2013년) - 몬티 D 역
- 드래곤 파이어 (2003년)
- 웨스트 윙 시즌1 (1999년)
- 저수지의 개들 (1992년) - 홀더웨이 역
- 누명 (1991년)
- 거리의 딸 (1990, Daughter of the Streets)
- 블랙 스노우 (1989년)
- 위험한 선택 (1988년)
- 범죄와의 전쟁 (1988년)
- 특명1호 (1987년)
- 죽음의 백색 테러단 (1986년)
- 레니게이드 (1982년)

### 텔레비전
- 더 영 앤 더 레스트리스 (1973년)